# Aneta Hladíková
Aneta Hladíková (* 30. srpna 1984, Městec Králové) je česká cyklistka, která reprezentuje Českou republiku v BMX. Byla vybrána, aby reprezentovala Českou republiku na Letních olympijských hrách 2012 v soutěži BMX žen. Skončila na 10. místě. V červnu 2015 soutěžila za Českou republiku na Evropských hrách v Baku v BMX žen. Získala bronzovou medaili.